# Julius Glaser
Julius Anton Glaser, född den  19 mars 1831 i Böhmen, död den 26 december 1885 i Wien, var en österrikisk jurist och statsman.
Glaser övergick från judendomen till kristendomen samt utnämndes 1856 till extra ordinarie och 1860 till ordinarie professor i straffrätt vid Wiens universitet. 
Åren 1871–1879 var han justitieminister och genomförde åtskilliga förbättringar i juryinstitutionen, civillagstiftningen och administrativjustisen. År 1879 utnämndes han till generalprokurator. 
Glaser utgav bland annat Gesammelte kleinere Schriften über Strafrecht, Civil- und Strafprocess (1868; 2:a upplagan 1883), Schwurgerichtliche Erörterungen (2:a upplagan 1875) samt Handbuch des Strafprozesses (2 band, 1883–85).